# Acroneuroptila sardoa
Acroneuroptila sardoa är en insektsart som beskrevs av Baccetti 1959. Acroneuroptila sardoa ingår i släktet Acroneuroptila och familjen syrsor. Inga underarter finns listade i Catalogue of Life.